# Mannheim Hauptbahnhof
Mannheim Hauptbahnhof is een spoorwegstation in de Duitse stad Mannheim. Het station behoort tot de Duitse stationscategorie 2.  
Met 658 treinen, waaronder 238 langeafstandstreinen en dagelijks ongeveer 118.000 reizigers en bezoekers (2020), is het station van Mannheim op Stuttgart Hauptbahnhof na het drukste station van Baden-Württemberg. 
De meeste treinen die door Mannheim rijden worden geëxploiteerd door Deutsche Bahn met dochterondernemingen zoals DB Fernverkehr of DB Regio. TGV-treinen op de routes Frankfurt am Main - Paris Est en Frankfurt am Main - Marseille stoppen hier ook. Daarnaast zijn Amsterdam, Milaan en Chur via Zürich of Interlaken Ost via Bern bereikbaar zonder overstappen, meestal met treinen van de Schweizerische Bundesbahnen of de ICE van DB AG, maar ook Graz en Klagenfurt via Salzburg. Het naburige busstation biedt ook langeafstandsbusverbindingen naar Centraal-Europese steden, zoals Praag, Zagreb en Kiev.
Het is het drukste knooppunt voor bussen en treinen in het openbaarvervoernetwerk Rijn-Neckar (VRN).